# Jawiszówka
Jawiszówka – potok, prawy dopływ Zadrny o długości 4,81 km. 
Potok wypływa z północnych zboczy Zaworów w Sudetach Środkowych. Źródła w postaci licznych wykapów na wysokości ok. 500-580 m n.p.m., tworzących drobne cieki, które niżej łączą się, tworząc Jawiszówkę. Płynie na północ, później na północny zachód. W Jawiszowie wpada do Zadrny. W dolinie Jawiszówki, na prawym brzegu, znajdują się Gorzeszowskie Skałki z rezerwatem "Głazy Krasnoludków".